# Оуен Барфийлд
Оуен Барфийлд (на английски: Owen Barfield, 1898 – 1997) е виден британски философ, писател, поет и критик, член на обществото на инклингите, силно повлиян от антропософията. Работил е и като адвокат.